# Bethimgere, Ramanagara
Bethimgere là một làng thuộc tehsil Ramanagara, huyện Ramanagara, bang Karnataka, Ấn Độ.